# Сергеево (Опочецкий район)
Сергеево — деревня в Опочецком районе Псковской области. Входит в состав Болгатовской волости
Расположена в 33 км к северо-востоку от города Опочка и в 5 км к востоку от деревни Болгатово.
Численность населения по состоянию на 2000 год составляла 10 человек, на 2011 год — 2 человека.